# Harald Smedberg

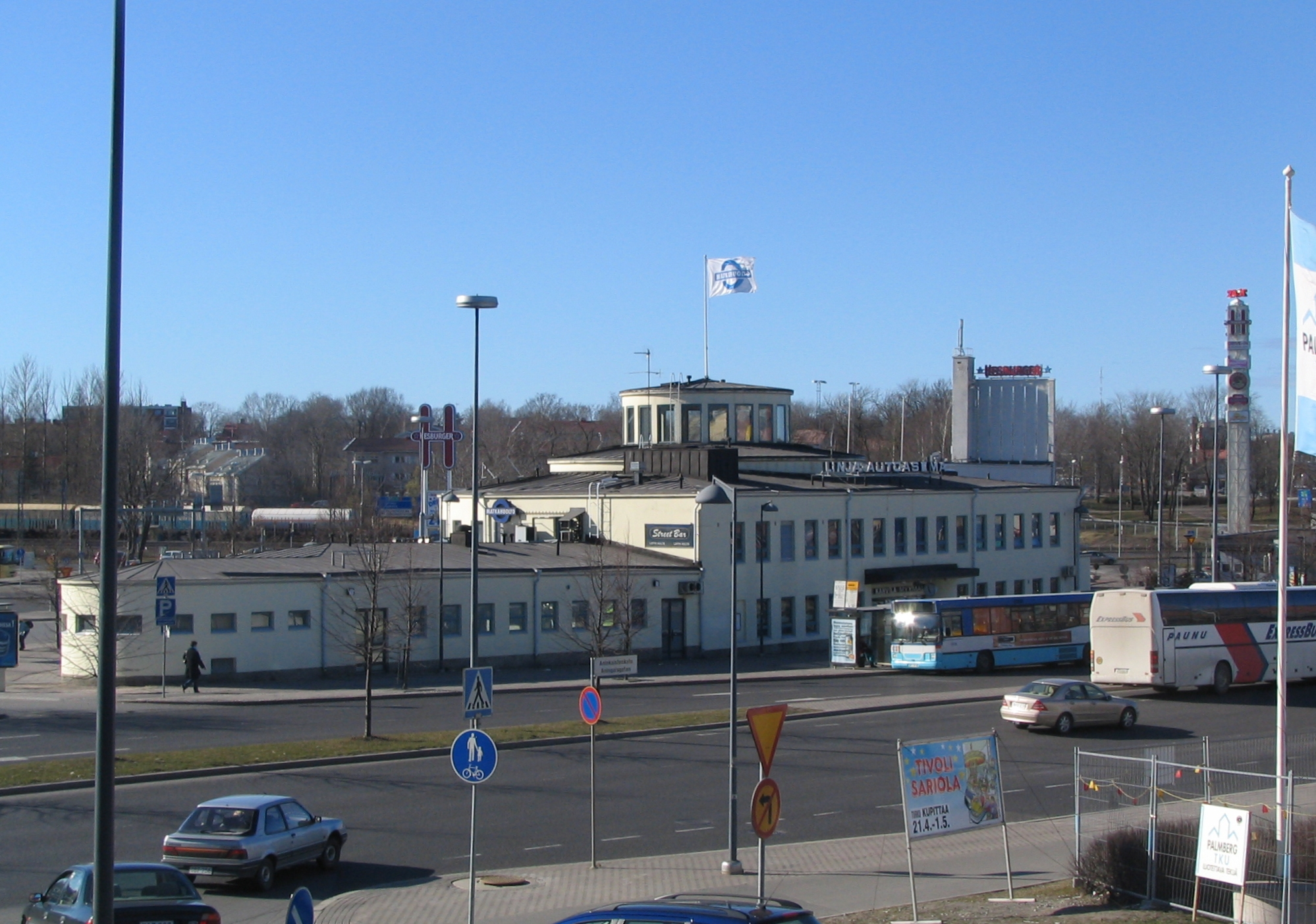
Åbo busstation.

Harald Smedberg, född 21 mars 1884 i Uleåborg, död 5 mars 1963 i Helsingfors, var en finländsk arkitekt och konstnär.
Smedverg, som var son till distriktsingenjör Karl Ferdinand Smedberg och Hilda Gustava Flander, blev student 1903 och diplomarkitekt 1907. Han företog studieresor till Skandinavien 1908, till olika länder 1910 samt till Tyskland, Frankrike och Italien 1931. Han var assistent vid Tekniska högskolan i Helsingfors 1908–1917, biträdande stadsarkitekt i Åbo 1917–1934, stadsarkitekt 1934–1939 och verksam som målare, främst porträttmålare, i Helsingfors från 1940. Han ritade bland annat Åbo busstation (tillsammans med Totti Sora, 1938).